# 河井洋一
河井 洋一（かわい よういち、1907年 - 1980年2月）は、日本の実業家。旭電化工業株式会社（現・株式会社ADEKA）元社長、会長。

## 人物・経歴
1907年生まれ。慶應義塾大学卒業後、古河電工常務取締役を経て、古河化学工業社長、日本石油化学副社長を歴任し、1971年5月旭電化工業株式会社社長就任。1977年6月会長就任。1979年6月相談役就任。1980年2月死去。
父は横浜護謨製造（現・横浜ゴム）初代社長の河井浩。